# Arabitragus jayakari
Arabitragus jayakari é uma espécie de mamífero da família Bovidae. É a única espécie descrita para o gênero Arabitragus. Endêmica da península Arábica, pode ser encontrada em Omã e nos Emirados Árabes Unidos. 

## Nomenclatura e taxonomia
A espécie foi descrita originalmente por Oldfield Thomas, em 1894, como Hemitragus jayakari. Em 2005, estudos moleculares demonstraram que o gênero Hemitragus não era monofilético, e a espécie foi separada num gênero próprio, o Arabitragus.